# Степаниха (Тверская область)
Степаниха — деревня в Бежецком районе Тверской области. Входит в состав Лаптихинского сельского поселения.

## География
Находится в восточной части Тверской области на расстоянии приблизительно 14 км по прямой на юго-запад от районного центра города Бежецк.

## История
Деревня была отмечена еще на карте 1825 года. В 1859 году здесь (деревня Бежецкого уезда Тверской губернии) было учтено 19 дворов, в 1978 — 7.

## Население
Численность населения: 91 человек (1859 год), 6 (русские 100 %) в 2002 году, 6 в 2010.